# Outisensaari (ö i Södra Karelen)
Outisensaari är en ö i Finland. Den ligger i sjön Virmajärvi och i kommunen Savitaipale i den ekonomiska regionen  Villmanstrands ekonomiska region  och landskapet Södra Karelen, i den södra delen av landet, 180 km nordost om huvudstaden Helsingfors. Öns area är 6,7 hektar och dess största längd är 0,5 kilometer i nord-sydlig riktning.